# 小笠原長時
小笠原 長時（おがさわら ながとき）は、戦国時代の武将。信濃国守護で戦国大名。信濃小笠原氏の当主。信濃林城主。小笠原長棟の長男。信濃四大将のひとり。

## 生涯
大永6年（1526年）11月5日、13歳で元服する。家督を継いだのは天文10年（1541年）、父長棟が出家したときと思われる。この頃から当主として小笠原一族を率いている（長棟の死去は天文11年（1542年））。
信濃隣国の甲斐国では小笠原氏と同じ甲斐源氏の一族である守護武田氏により国内統一がなされ、長時と同じ年に家督を相続した武田晴信（信玄）は信濃侵攻を開始する。天文14年（1545年）に晴信は高遠頼継・藤沢頼親の討伐を行うため伊那郡へ出兵し、4月17日に武田勢は頼継の高遠城を陥落させる。さらに長時の娘婿でもある福与城の頼親を攻めると、長時は北方の龍ヶ崎城（辰野町）において武田方に対抗する（「小平物語」）。武田勢は甲斐や今川・北条の援軍を得て同年6月1日には武田家臣板垣信方の軍勢が龍ヶ崎城を陥落させ、長時は敗退している（『高白斎記』）。長時は弓馬に優れた勇猛な武将であったが、部下を統率する能力は芳しくなかったという。
武田勢は伊那を制圧すると佐久侵攻を進め、小県郡の有力国衆である村上義清と対立する。天文17年（1548年）2月には小県郡上田原の戦いで義清は武田勢を撃破し（『高白斎記』『勝山記』）、長時は同年4月に村上義清や仁科盛能、藤沢頼親らと諏訪郡へ侵攻する（「神使御頭之日記」）。さらに6月にも諏訪西方衆らを迎合して諏訪侵攻を行い（「神使御頭之日記」）、6月19日に塩尻峠へ進撃するが武田勢に敗退している（塩尻峠の戦い）。
天文19年（1550年）7月15日には本拠の林城も失い（林城の戦い）、信濃小笠原氏は没落した（『高白斎記』）。同年には代々室町幕府の奉公衆であった同族である京都小笠原氏の小笠原稙盛（秀清の父）を介して将軍足利義輝に太刀・馬を献上しており、信濃国衆に対する下知を約束されている。没落後の長時は中塔城の二木氏を頼り越後へ逃れたとも（「二木家記」）あるいは実弟である鈴岡城の小笠原信定のもとへ逃れたとも言われるが（「笠系体成」）、以後の正確な動向は不明。
駿河や伊勢を経て、弘治元年（1555年）には同族の摂津国芥川山城主三好長慶を頼って上洛し、上方に滞在している（『言継卿記』）。また、正確な年代は不明であるが、この時期に長時が醍醐寺に対して曲直瀬道三の治療によって長慶の病気回復を伝えた書状には、自身の近況についても触れ長慶の人質であった細川六郎（後の昭元）に対して長時が馬術指南を行っていることを記している。
信濃では村上義清ら北信豪族が越後国の長尾景虎（上杉謙信）を頼り、武田・上杉間の川中島の戦いが繰り広げられており、永禄元年には甲越和睦の一環として武田晴信が信濃守護に補任されているが晴信は和睦後も軍事行動を続け、将軍義輝は景虎への信濃介入を認めている。永禄2年（1559年）には長慶や伊勢貞孝の仲介で将軍義輝と対面して御盃を頂戴しており（『伊勢貞助記』）、義輝は大舘晴光を介して上杉謙信に対して長時の信濃復帰への助力を命じている。
永禄5年（1562年）になり、長時は先祖伝来の小笠原流弓馬術礼法の伝統を絶やさないため、同族である赤沢経直（小笠原貞経）に糾法的伝と系図、記録類を譲渡し、弓馬術礼法の宗家の道統を託した。道統とは小笠原の弓・馬・礼の三法の総取り仕切り役の正統継承を意味するものである。つまりこの時、長時の小笠原総領家と小笠原貞経による弓馬礼法の家が分離した。
永禄9年（1566年）には三好義継・松永久秀らが擁立した将軍足利義栄に太刀・馬を献上したが（『笠系大成』）、同11年（1568年）には織田信長により三好氏が駆逐され、足利義昭政権が樹立し、同12年（1569年）の本圀寺の変で弟の信定を失っている。
長時はしばらくして上杉氏のもとへ移り、天正6年（1578年）の謙信死後は御館の乱で上杉景虎の使者を果たすが、上杉景勝が上杉氏の家督を継承すると越後を離れた。天正8年（1581年）には織田信長に迎えられ、信濃の名義上の旗頭として利用される。信長の京都御馬揃えには公家衆の一人として参加した。後、会津の蘆名盛氏に客分として迎えられる。盛氏の下で長時は厚遇され、また軍師として戦略面で盛氏の支援も担当したという。
天正11年（1583年）2月25日、会津で死去。享年70。蘆名家には同行せず織田家に残り信長に仕えていた三男の小笠原貞慶（貞慶については長篠の戦いの頃から信長に仕えていた形跡がある）が、本能寺の変以後に徳川家康に臣従して旧領を回復した。

## 死因について
小笠原長時は天正11年2月に死去しているが、長時は自然死とする説がある一方で、『二木壽斎記録』「豊前豊津小笠原家譜」「異本塔寺長帳」『笠系大成』『信府統記』などによれば、長時は家臣の坂西某により側室（梅室春香）・息女三人とともに殺害されたとしている。林哲は長時の死因は家臣による殺害であると指摘している。
長時の死因を斬殺とする史料によれば、長時は蘆名四天王の一人、富田氏実の邸宅で酒宴を催していた。その時、長時が家臣の坂西勝三郎の妻に性的な嫌がらせをした。それに激怒した坂西が抜刀し、長時とその妻・娘を斬り殺したという。坂西はその後逃走を図るが、星安芸守と日出山詮次に殺された。
坂西勝三郎の行動については、酒に酩酊して拡大解釈・勘違いをして長時一家を殺した可能性もあると指摘されている。
会津若松市による郷土の人物紹介でも「家臣に殺害された」と表記している他、「国史大辞典」、「朝日日本歴史人物事典」も、長時の死因を家臣による殺害としている。

## 小笠原長時が登場する作品
小説
- 『とんぼさま』（仁志耕一郎・著　2014年　幻冬舎）

テレビドラマ
- 『武田信玄』（大河ドラマ）（NHK総合、1988年） - 演：新井康弘
- 『風林火山』（大河ドラマ）（NHK総合、2007年） - 演：今井朋彦